# Ljusnarsbergs landsfiskalsdistrikt
Ljusnarsbergs landsfiskalsdistrikt var 1918–1964 ett landsfiskalsdistrikt i Örebro län, bildat när Sveriges indelning i landsfiskalsdistrikt trädde i kraft den 1 januari 1918, enligt beslut den 7 september 1917. Den 1 januari 1965 avskaffades i Sverige samtliga landsfiskaler och landsfiskalsdistrikt, och deras arbetsuppgifter delades upp på de nyskapade indelningarna polisdistrikt, åklagardistrikt och kronofogdedistrikt.
Landsfiskalsdistriktet låg under länsstyrelsen i Örebro län.

## Ingående områden
När Sveriges nya indelning i landsfiskalsdistrikt trädde i kraft den 1 januari 1952 (enligt kungörelsen 1 juni 1951) ändrades inte distriktets omfattning, dock gjordes områdesindelningen inte längre via härad. Den 1 januari 1962 sammanslogs Kopparbergs köping med Ljusnarsbergs landskommun och bildade en ny köping, benämnd Ljusnarsberg, utan att distriktets omfattning ändrades.

### Från 1918
Nya Kopparbergs bergslag:
- Kopparbergs köping
- Ljusnarsbergs landskommun

### Från 1 januari 1952
- Kopparbergs köping
- Ljusnarsbergs landskommun

### Från 1 januari 1962
- Ljusnarsbergs köping